# پراود بویز
پراود بویز یا پسران مغرور (انگلیسی: Proud Boys) یک گروه فاشیستی و نئوفاشیستی راست‌گرای افراطی مردانه است که خشونت سیاسی را ترویج می‌کند. مقر این گروه در ایالات متحده است اما در کشورهای دیگر مانند استرالیا، کانادا و بریتانیا هم فعالیت دارد. از اوایل سال ۲۰۱۹، انریکه تاریو که هویت خود را سیاهپوست کوبایی‌تبار می‌داند، رئیس هیئت مدیره پراود بویز بوده‌است.
وزیر امنیت عمومی کاناد اعلام کرد کانادا گروه پراود بویز را در فهرست تروریستی خود قرار داده است. مشارکت اعضای این گروه در حمله ششم ژانویه به کنگره آمریکا، در اتخاذ این تصمیم موثر بوده است.